# Nuxia allorgeorum
Nuxia allorgeorum är en tvåhjärtbladig växtart som beskrevs av Paul Albert Jovet. Nuxia allorgeorum ingår i släktet Nuxia och familjen Stilbaceae. Inga underarter finns listade i Catalogue of Life.